# Beata ignoranza
Beata ignoranza è un film del 2017 diretto da Massimiliano Bruno con Marco Giallini e Alessandro Gassmann.

## Trama
Ernesto e Filippo sono due professori di liceo con due personalità agli antipodi.
Filippo insegna matematica, è allegro, di mentalità aperta, perennemente in rete. Bello e spensierato, è un vero e proprio seduttore seriale, e il suo terreno di caccia preferito sono i social network. È seduttivo anche con i suoi studenti: ha creato un'app in grado di fornire immediatamente la soluzione a ogni tipo di calcolo.
Ernesto insegna italiano, è severo e all'antica: il computer, per lui, è solo un aggeggio infernale. Queste sue caratteristiche si riflettono anche nel rapporto con gli studenti, animato da uno spirito di austerità d'altri tempi. Si è orgogliosamente tagliato fuori dalla rete e da tutto ciò che è innovativo e moderno: basti pensare che il suo telefono cellulare è un Nokia del 1995.
Da ragazzi erano legati da un'amicizia fraterna, poi bruscamente interrotta a causa di uno scontro profondo e mai risolto, che li ha tenuti lontani per anni.
Un giorno, per caso, si ritrovano a insegnare nella stessa scuola, nella stessa classe: inevitabilmente, a causa di vecchi rancori mai sopiti e di approcci al mondo e alla vita completamente opposti, la loro rivalità si riaccende in un attimo.
Il passato ripresenterà loro il conto nelle sembianze di Nina, che li costringerà a sottoporsi a un semplice esperimento sociale, che si rivelerà per entrambi un'enorme sfida: Ernesto dovrà provare a mettersi nei panni di Filippo, e viceversa.
Ciascuno dovrà rinunciare alle proprie certezze: Filippo sarà fuori dalla rete, Ernesto invece proverà a entrarci.
Quest'esperienza sarà rivelatrice per entrambi. I due si troveranno ad affrontare situazioni completamente nuove e saranno costretti a mettere in discussione ogni più profondo aspetto di sé: ciascuno dovrà mettersi in gioco, a caccia di quell'equilibrio, sempre più precario ai giorni nostri, tra la cieca fiducia di chi si affida alla rete e la totale diffidenza di chi si ostina a stare fuori dall'universo digitale.

## Produzione
Prodotto da Fulvio e Federica Lucisano per Italian International Film e Rai Cinema, il film fu girato tra ottobre e novembre 2016.

## Distribuzione
Venne distribuito da 01 Distribution nelle sale italiane dal 23 febbraio 2017.

## Colonna sonora
Nella colonna sonora del film è presente la canzone Abbi cura di te di Maldestro.

## Riconoscimenti
- 2017 – Nastro d'Argento
  - Candidatura a Miglior Soggetto a Massimiliano Bruno, Herbert Simone Paragnani, Gianni Corsi
  - Candidatura a Miglior Attore Protagonista a Marco Giallini e Alessandro Gassmann
- 2017 – Globo d'oro
  - Candidatura a Migliore commedia a Massimiliano Bruno